# 카우 삐억 센
카우 삐억 센(라오어: ເຂົ້າປຽກເສັ້ນ)은 라오스의 국수 요리이다. 쌀가루와 카사바녹말가루를 익반죽해 만든 국수를 닭고기 국물에 말아 내는 음식이며, 국수 대신 쌀을 넣어 끓인 것은 카우 삐억 카우라 부른다.

## 만들기
국수는 쌀가루와 카사바녹말을 익반죽한 다음 밀어서 칼로 썰어 만든 절면이다. 밑국물은 닭고기를 생강 등 향신채와 함께 삶아 만든다. 닭가루를 넣기도 하며, 닭고기 대신 돼지고기 삼겹살로 국물을 내기도 한다. 어장, 간장, 얼음 사탕 등을 넣어 간하며, 생강 외에 양파, 레몬그래스 등을 넣기도 한다. 닭고기는 잘게 썰거나 찢고, 닭고기 국물에 삶은 국수와 닭고기를 말아서 다져 튀긴 마늘, 송송 썬 파, 고수 잎, 라임, 고추기름 등을 얹어 낸다.

## 같이 보기
- 카우 삐억 카우